# Osuna (Albacete)
Osuna es un núcleo de población del municipio de Albacete (España) situado al sur de la capital.
Según el Instituto Nacional de Estadística, está deshabitado (2016).